# Monodonta
Monodonta là một chi ốc biển, là động vật thân mềm chân bụng sống ở biển trong họ Trochidae, họ ốc đụn.

## Các loài
Các loài trong chi Monodonta gồm có:
- Monodonta australis (Lamarck, 1816)[2]
- Monodonta canalifera Lamarck, 1816[3]
- Monodonta confusa Tapparone-Canefri, 1874
- Monodonta gibbula Thiele, 1925
- Monodonta glabrata Gould, 1861
- Monodonta labio (Linnaeus, 1758)[4]
- Monodonta lugubris Lamarck, 1822[5]
- Monodonta nebulosa Forsskal in Niebuhr, 1775
- Monodonta neritoides (Philippi, 1849)
- Monodonta perplexa Pilsbry, 1889
- Monodonta vermiculata (P. Fischer, 1874)
- Monodonta viridis Lamarck, 1816

Species brought into synonymy
- Monodonta (Osilinus) Philippi, 1847: synonym of Osilinus Philippi, 1847
- Monodonta angulifera A. Adams, 1853: synonym of Perrinia angulifera (A. Adams, 1853)
- Monodonta clathrata A. Adams, 1853: synonym of Vaceuchelus clathratus (A. Adams, 1853)
- Monodonta colubrina (Gould, 1851): synonym of Osilinus sauciatus (Koch, 1845)
- Monodonta constricta Lamarck, 1822: synonym of Austrocochlea constricta (Lamarck, 1822)
- Monodonta coronaria Lamarck, 1816: synonym of Tectarius grandinatus (Gmelin, 1791)
- Monodonta crinita Philippi, 1849: synonym of Chlorodiloma crinita (Philippi, 1849)
- Monodonta dama (Philippi, 1848)[6]: synonym of Monodonta nebulosa Forsskal in Niebuhr, 1775
- Monodonta fischeri Montrouzier [in Souverbie & Montrouzier], 1866: synonym of Herpetopoma fischeri (Montrouzier [in Souverbie & Montrouzier], 1866)
- Monodonta foveolata A. Adams, 1853: synonym of Vaceuchelus clathratus (A. Adams, 1853)
- Monodonta fulgurata (Philippi, 1846)[7]: synonym of Oxystele fulgurata (Philippi, 1848)
- Monodonta limbata Philippi, 1844: synonym of Danilia tinei (Calcara, 1839)
- Monodonta lineata (Da Costa, 1778): synonym of Osilinus lineatus (da Costa, 1778)
- Monodonta margaritaria Philippi, 1846: synonym of Clanculus margaritarius (Philippi, 1846)
- Monodonta mutabilis (Philippi, 1846): synonym of Phorcus mutabilis (Philippi, 1846)
- Monodonta obscura (Wood, 1828)[8]: synonym of Priotrochus obscurus (W. Wood, 1828)
- Monodonta subrostrata Gray, 1835: synonym of Diloma subrostrata (Gray, 1835)
- Monodonta tinei Calcara, 1839: synonym of Danilia tinei (Calcara, 1839)